# برخاست (فیلم)
«برخاست» (روسی: Взлёт) یک فیلم است که در سال ۱۹۷۹ منتشر شد.